# Bergens Sjøfartsmuseum
Bergens Sjøfartsmuseum er et søfartsmuseum i Bergen i Norge. Det blev etableret i 1921. I 1962 flyttede museet ind i sin egen bygning, der var tegnet af arkitekt Per Grieg. Det har en monumental romantisk stil med kraftige stenvægge. Udstillingslokalerne er bygget omkring en indre atriumgård med glasvægge. Udstillingene dækker hele søfartshistorien fra oldtiden frem til moderne tid. Her findes flere unikke genstande og en stor samling modeller af kendte skibe. Museet bliver også brugt som selskabslokale.
Per Kristian Sebak overtog stillingen som direktør ved Bergens Sjøfartsmuseum efter Tore L. Nilsen fra og med 1. januar 2015.